# Klaus Holetschek

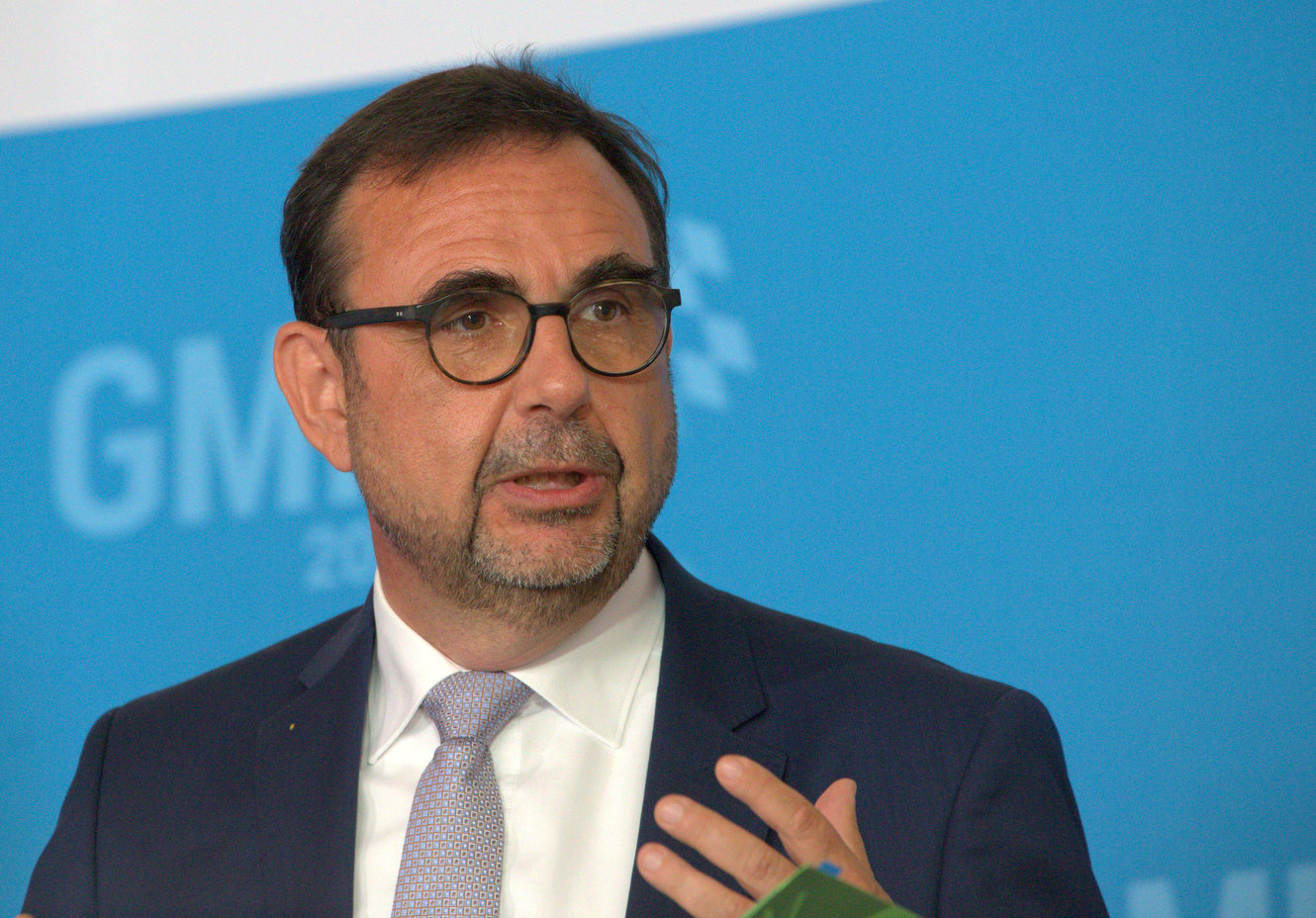
Klaus Holetschek 2021

Klaus Holetschek (* 21. Oktober 1964 in Landshut) ist ein deutscher Jurist und Politiker (CSU). Er war von 1998 bis 2002 Mitglied des Deutschen Bundestages und ist seit 2013 Mitglied des Bayerischen Landtages. Von 2018 bis 2020 war er Bürgerbeauftragter der Bayerischen Staatsregierung. Im März 2020 wurde Holetschek Staatssekretär im Bayerischen Bau- und Verkehrsministerium und wechselte im August 2020 als Staatssekretär ins Bayerische Staatsministerium für Gesundheit und Pflege. Vom 8. Januar 2021 bis 13. Oktober 2023 war er dessen Staatsminister. Seit dem 10. Oktober 2023 ist er Fraktionsvorsitzender der CSU im Bayerischen Landtag.

## Leben
Holetschek machte 1984 am Joseph-Bernhart-Gymnasium in Türkheim das Abitur. Er studierte von 1984 bis 1990 Jura an der Universität Augsburg. Nach dem Referendariat legte er sein zweites juristisches Staatsexamen ab. Ab 1993 arbeitete er als Rechtsanwalt und als Referent für journalistische Nachwuchsförderung bei der Hanns-Seidel-Stiftung in München. Außerdem nimmt er seit 1994 Lehraufträge zum Thema Medienrecht an verschiedenen Fachhochschulen wahr. 
Holetschek ist verheiratet und Vater zweier Kinder.

## Politik
Holetschek trat 1981 der Jungen Union bei, ein Jahr später der CSU. Von 1985 bis 1994 war er mit einer kurzen Unterbrechung von einigen Monaten Kreisvorsitzender der Jungen Union Unterallgäu, von 1990 bis 1994 Bezirksvorsitzender des Arbeitskreises Umweltsicherung und Landesplanung. Von 2003 bis 2015 war er Ortsvorsitzender der CSU in Bad Wörishofen.
Von 1996 bis 2002 war Holetschek Mitglied des Stadtrats von Bad Wörishofen und gehörte von 1996 bis 2014 dem Kreistag im Landkreis Unterallgäu an. Im Jahr 1998 zog er über die Landesliste Bayern in den Deutschen Bundestag ein, aus dem er am 6. Mai 2002 ausschied, da er zum Bürgermeister der Stadt Bad Wörishofen gewählt worden war. Dieses Amt hatte er bis 2013 inne.
Im Jahre 2006 kandidierte Holetschek bei der Wahl zum Unterallgäuer Landrat, die jedoch Hans-Joachim Weirather (Freie Wähler) für sich entscheiden konnte. Er wurde 2008 vom Kreistag zum stellvertretenden Landrat des Landkreises Unterallgäu gewählt und übte dieses Amt bis April 2014 aus.
Von 2006 bis 2020 war Holetschek Vorsitzender des Bayerischen Heilbäder-Verbandes, seit 2011 ist er der 1. Vorsitzende des Tourismusverbandes Allgäu/Bayerisch Schwaben.
Seit der Landtagswahl in Bayern 2013 gehört Holetschek dem Bayerischen Landtag als Stimmkreisabgeordneter des oberschwäbischen Stimmkreises Memmingen an. Bei der Kommunalwahl 2014 wurde Holetschek in den Stadtrat der Stadt Memmingen gewählt.
2017 wurde Holetschek zum neuen Kreisvorsitzenden der CSU Memmingen gewählt. Ebenfalls 2017 wurde Holetschek zum Präsidenten des Kneipp-Bund e. V. gewählt. Er gab diese ehrenamtliche Funktion nach seiner Ernennung zum Staatsminister auf. 2018 wurde er von Ministerpräsident Markus Söder zum Ersten Bürgerbeauftragten der Bayerischen Staatsregierung ernannt. Im März 2019 wurde Holetschek zum Vorsitzenden des Landesgesundheitsrates Bayern gewählt. Nach seiner Ernennung zum Staatsminister gab er dieses Amt auf.
Am 6. Februar 2020 wurde Holetschek als Staatssekretär für Wohnen, Bau und Verkehr ins Kabinett Söder II als Nachfolger von Hans Reichhart berufen, womit er auch sein Amt als Bürgerbeauftragter aufgab.
Am 20. August 2020 wechselte Holetschek als Staatssekretär ins Gesundheits- und Pflegeministerium. Am 6. Januar 2021 gab Ministerpräsident Söder vor dem Hintergrund der COVID-19-Pandemie in Deutschland bekannt, dass Gesundheitsministerin Melanie Huml demnächst durch Holetschek abgelöst werde. Am 8. Januar 2021 erfolgten dann Landtagszustimmung und Vereidigung als neuer Minister.
Holetschek übernahm im Januar 2021 turnusgemäß den Vorsitz in der Gesundheitsministerkonferenz. Als sich die rasche Verbreitung der Omikron-Variante des Coronavirus abzeichnete, forderte er die Einführung einer allgemeinen Impfpflicht in Deutschland.
Nach der Landtagswahl 2023 wählte ihn die CSU-Fraktion im Bayerischen Landtag als Nachfolger von Thomas Kreuzer zu ihrem neuen Vorsitzenden. Infolgedessen schied er mit Ablauf des 13. Oktober 2023 aus dem Amt des Bayerischen Gesundheits- und Pflegeministers aus.
Holetschek setzt sich auch für Naturheilkunde und die weitere Erforschung der Wirksamkeit von diversen Methoden der Alternativmedizin ein. Das Bayerische Staatsministerium für Gesundheit und Pflege finanziert dazu entsprechende Studien. Zu Homöopathie äußerte Holetschek eine eher neutrale aber nicht ablehnende Meinung.
Die im Februar 2024 beschlossene Legalisierung von Cannabis lehnt Holetschek strikt ab. Er vertritt die Meinung, die Erlaubnis zum Cannabis-Anbau und Konsum ist falsch und gefährlich. Mit dem Gesetz werde der Jugendschutz vernachlässigt, mehr und mehr Jugendliche könnten krank werden. Es sei ein irrsinniges Vorhaben für das ohnehin belastete Gesundheitssystem. Das Projekt müsse deswegen sofort gestoppt werden.

## Auszeichnungen
- 2024: Bayerischer Verdienstorden